# 阿拉沟
阿拉沟是中华人民共和国新疆维吾尔自治区的一条河流，位于塔里木盆地，该河全长100千米，集水面积约1842平方千米，年均径流量约为1.15亿立方米。根据阿拉沟水文站测定，该河夏季富水期径流量占全年的52.7%，春季枯水期径流量占全年的10.9%。